# スカーレット・ウィッチ
スカーレット・ウィッチ（Scarlet Witch）（ワンダ・マキシモフ、Wanda Maximoff）は、マーベルコミックスが出版するコミック作品に登場する架空のスーパーヒーローである。初登場は『X-MEN』第4号（1964年3月）であり、スタン・リーとジャック・カービーにより創造された。『アベンジャーズ』誌では長らくチームのレギュラーメンバーとして登場し続け、1980年代には当時の夫のビジョンとの個人誌が刊行された。彼女はミュータントであり、確率操作、さらに現実を改変する能力を持っている。クイックシルバーは双子の弟、マグニートーは父、ポラリスは異母姉妹である。
スカーレット・ウィッチは『ウィザード』誌の「歴代の偉大なコミックキャラクター200」では97位、『コミックス・バイヤーズ・ガイド』の「コミックのセクシーな女性100」で14位となった。

## 出版史
スカーレット・ウィッチは弟のクイックシルバー（スカーレット・ウィッチはクイックシルバーより30秒早く生まれた）と共にブラザーフッド・オブ・イビル・ミュータンツの一員として『X-MEN』第4号（1964年3月）で初登場した。第5号（1964年5月）、第6号（1964年7月）、第7号（1964年9月）、第11号（1965年5月）でヴィランとして登場するが、『アベンジャーズ』第16号（1965年5月）で弟と共にスーパーヒーローチームのアベンジャーズに加わった。スカーレット・ウィッチは第49号（1968年2月）までセミレギュラーメンバーとして登場する。第75号（1970年4月）で復帰し、メインチームと別働隊チーム（ウェスト・コースト・アベンジャーズやフォース・ワークスなど）の一員を務め、『アベンジャーズ』第1期シリーズ最終号となる第503号まで登場した。アベンジャーズ復帰後の彼女は長年にわたってチームメイトのビジョンとの恋愛関係が描かれていた。ライターのロイ・トーマスは「いくらかの恋愛要素は『アベンジャーズ』でキャラクターを育てるのに役立つと思い、その雑誌にのみ登場するビジョン、そしてワンダは最有力だった。そのような実際的な動機のために彼らはペアとなった」と詳述した。2人のキャラクターは『Giant-Size Avengers』第4号（1975年6月）で結婚が描かれた。
キャラクターは『マーベル・チームアップ』第41-44号（1976年1月 - 4月）や『マーベル・ファンフェア』第6号（1983年1月）といった他のマーベル作品にも度々ゲスト出演した。スカーレット・ウィッチと夫で元アベンジャーズのメンバーであるビジョンの活躍を描いたリミテッド・シリーズ『Vision and the Scarlet Witch』は2期作られている。第1期は脚本をビル・モントロ、作画をリック・レオナルディが務め、全4号（1982年11月 - 1983年2月）が出版された。第2期シリーズは脚本をスティーブ・エングルハート、作画をリチャード・ハウエルが務め、全12号（1985年10月 - 1986年9月）が出版された。ハウエルは後に『マーベルコミックス・プレゼンツ』第60-63号（1990年10月 - 11号）のスカーレット・ウィッチが単独で活動するストーリーでライター・ペンシラー・インカー・カラリストを務めている。1994年にはソロ・リミテッド・シリーズ『Scarlet Witch』が4号出版された。2007年10月にはワンショット（読み切り）作品『Mystic Arcana Scarlet Witch』、2012年1月には『Avengers Origins: The Scarlet Witch & Quicksilver』が出版された。
1998年にアーティストのジョージ・ペレツはスカーレット・ウィッチの新しい衣裳デザインをロマの影響を受けたものにした。このデザインはペレツ以外の作家には滅多に採用されず、アラン・デイヴィスは自分の描画スタイルと合わないという理由から使用を拒否した。
キャラクターは2000年代後半にストーリーライン「アベンジャーズ・ディスアセンブルド」、リミテッドシリーズ『ハウス・オブ・M』、『アベンジャーズ: チルドレンズ・クルセイド』で重要な役割を果たした。
2012年からは『アンキャニィ・アベンジャーズ』に第1号よりレギュラー出演している。

## キャラクターのバイオグラフィ
マグニートーの妻マグダは妊娠中に彼の元から逃走し、ハイ・エボリューショナリーの故郷であるワンダゴア山の聖域で双子のワンダとピエトロを出産した。エルダー・ゴッドのクトーンは誕生の際に彼女を変異させ、彼女が成熟した際に器として利用するためにミュータント能力の他に魔法を使う力を与えた。マグダは子供たちが元夫に見つかるのを恐れて聖域から離れ、死亡する。双子はボヴァによって引き取られる。ボヴァは妊娠中のスーパーヒロイン・ミスアメリカを助けるが死産し、彼女も病没する。ボヴァは彼女の夫のロバート・フランク（ウィザー）に双子が彼の子であると言うが、彼は妻が死んだショックにより逃げ出してしまう。ハイ・エボリューショナリーはロマのジャンゴとマーリャ・マキシモフの夫妻に双子を預ける。ミュータント能力に覚醒したワンダは暴徒による迫害を受け、彼らが起こした火事によって養母が死亡すると2人は逃亡する。その後2人はマグニートーによって保護されるが、当時は互いにその血縁関係を知らなかった。2人はブラザーフッド・オブ・イヴィル・ミュータンツに加えられ、何度もX-メンと対決する。マグニートーとその部下のトードが宇宙的存在のストレンジャーに拉致されるとブラザーフッドは崩壊し、2人はマグニートーへの恩義を果たしたと考えた。

### アベンジャーズ
マグニートーが拉致された直後、スーパーヒーローのアイアンマンはスカーレット・ウィッチとクイックシルバーをアベンジャーズに引き入れた。リーダーのキャプテン・アメリカ、元ヴィランのホークアイを含むこの4人のアベンジャーズ第2世代は「キャップのクッキー・カルテット（Cap's Kooky Quartet）」と呼ばれた。
ワンダはホークアイと親密な関係となるが、対マグニートー・ミッションで誤射されてしまう。クイックシルバーは傷ついた姉を連れてアベンジャーズを脱退する。両者はマグニートーに同行し、彼の中部太平洋基地へ向かい、ワンダはそこで数週間にわったって傷を癒した。彼女はマグニートーがX-メンを捕らえ、ピエトロがX-メンのサイクロプスやスパイダーマンと小競り合いをするのを目撃する。これらとの出会いの後、2人はマグニートーが本当にヴィランであったことを認識する。ワンダとピエトロはその後他のミュータントと共にセンチネルによって捕らえられるが、X-メンによって救出される。
クイックシルバーはアベンジャーズに戻り、ワンダがアルコンによって拉致され、別次元に連行されたことを伝えた・ワンダが救出されると2人はアベンジャーズに復帰した。その後ワンダは元はアベンジャーズの敵のウルトロンによって創造され、現在はチームメイトであるアンドロイドのビジョンと恋に落ち、恋愛関係を築き上げた。2人の関係はクイックシルバーとホークアイが障害となって始まった（クイックシルバーは姉がロボットと恋愛することに反対し、ホークアイはワンダを愛していた）。これらの障害があったものの、2人は結婚し、チームから祝福を受けた。
スカーレット・ウィッチはヘックスパワーをより完璧にコントロールするために本物の魔女のアガサ・ハークネスに師事する。ピエトロと共に自分の父親だと思っていたロバート・フランクに会うが、後にジャンゴ・マキシモフによって否定される。ワンダは一時的に悪魔クトーンに乗り移られ、それを破った後、ボヴァによってフランクもマキシモフモも実父ではないと説明される。過去を探るためにワンダゴアを訪れたマグニートーはボヴァから自身と姉弟の血縁関係を知り、ピエトロの娘のルナが生まれた際に彼とワンダに真実を告げる。スカーレット・ウィッチとビジョンは休暇でアベンジャーズを離れ、彼女はトーマスとウィリアムという名の双子を妊娠する。ビジョンはアンドロイドであるために彼女は魔法を使って妊娠したのであった。ワンダは出産し、ビジョンと共に東海岸を離れてウエストコースト・アベンジャーズに加わった。
2人の関係はビジョンが破壊され、無人格のアンドロイドとして再作成されると疎遠となった。元のビジョンの人格のモデルであり、スカーレット・ウィッチに片思いをしていたワンダーマンは修理されたビジョンに新たに自分の脳波をコピーすることを拒んだ。ワンダの子供たちが悪魔メフィストの魂を含んでいることが判明し、最終的に彼らは吸収されて失ってしまう。アガサ・ハークネスはワンダから子供たちの記憶を一時的に消去した。最終的にこの事件の黒幕は彼女のパワーを奪おうと企んでいたイモータスの仕業であることが判明する。
イモータスの行動によりワンダのヘックスパワーは大きく消費されるが、アガサ・ハークネスとドクター・ストレンジにより安定させられる。その後ワンダはウエストコースト・アベンジャーズのリーダーに指名される。チームが解散すると、ワンダは新たにフォース・ワークスを指揮する。チームは最初の任務でワンダーマンを含む幾人かの死者を出してしまう。チームがカーン絡みのミッションを終えた後、スカーレット・ウィッチはホークアイと共にメインチームに復帰する。
スカーレット・ウィッチはミュータントヴィランのオンスロートを食い止めるため、他のアベンジャーズやファンタスティック・フォーと共に犠牲になるが、その直前にビジョンとの和解を果たした。犠牲になった者たちはフランクリン・リチャーズの介入によって平行宇宙へと移動し、元の世界へと帰還した。
ヒーローが帰還して間もなく、スカーレット・ウィッチはその現実改変能力を奪おうと企む魔女モーガン＝ル・フェイによって誘拐される。彼女は一時的にワンダーマンを復活させ、ビジョンはル・フェイとの最終決戦で破損した。アガサ・ハークネスは現在ワンダがケイオスマジックを使えることを伝え、それにより彼女はより強力になった。ワンダはワンダーマンを永続的に復活させ、恋人同士となった。その後ビジョンが復活するとワンダーマンと別れ、彼らは再び付き合い始めた。ケイオスマジックの能力はヴィランのスコルピオが宇宙的存在のイン・ビトウィナーを秩序と混沌の存在に分割し、彼女がそれを元に戻した際に絶頂に達した。

### 現実改変
ワンダは自ら創り出した子供たちを失っていたことに気づくと、彼らを復活させるためにドクター・ドゥームに助けを求め、2人はそのためのパワーを得るために宇宙的存在を呼び出す。宇宙的存在の影響を受けたワンダは子供を失った原因はアベンジャーズにあると非難し、阻止しようとしたアガサ・ハークネスを殺し、彼らへの攻撃を開始する。ビジョンは破壊され、ホークアイやスコット・ラングは死亡する。ワンダはドクター・ストレンジによって倒され、マグニートーによって連れて行かれる。
アベンジャーズとX-メンが姉の殺害を検討していることを知ったクイックシルバーは、皆の願望が実現し、マグニートーが支配し、そしてマキシモフ一家が一緒に暮らしている世界を創造するようにスカーレット・ウィッチを唆した。スカーレット・ウィッチにより現実改変が行われたものの、幾人のヒーローたち（ホークアイ、ウルヴァリン、レイラ・ミラー）は元の世界の記憶を取り戻し、「ハウス・オブ・M」を元に戻すために地球のヒーローたちを集めた。その後マグニートーがクイックシルバーを殺害したことに激怒したスカーレット・ウィッチは「私以外消えてなくなれ」（No More Mutants）と宣言し、世界を元に戻した上、全世界のミュータントのうち90%の能力を消滅させた。さらに彼女は父と弟の能力も消滅させ、自身はワンダゴア山で普通の生活を送り始めた。世界が元に戻った際に復活したホークアイは彼女の捜索を始め、最終的に発見するが記憶を失っていた。ホークアイは彼女とセックスした後、真実を明かさずに別れた。ミュータントのビーストは後に彼女を発見し、ディシメーションに対処するために助けを求めたが、彼女は彼のことを覚えていなかった。

### 復活

#### チルドレンズ・クルセイド
ウィッカンとスピードは自分がスカーレット・ウィッチの失われた子供の生まれ変わりであることを知ると、彼女の所在を突き止めようとする。パワーが戻ったマグニートーとクイックシルバー、そしてアベンジャーズも捜索した結果、記憶をなくした彼女はラトベリアでドクター・ドゥームと婚約していることを知る。アイアンラッドがチームとワンダを救出して過去へとテレポートするとそこでワンダは記憶を取り戻した。一同が現代に戻るとスカーレット・ウィッチは自殺を試みる。するとウィッカンは彼女の父親と弟が生存し、自分が彼女の息子の生まれ変わりであることを説明する。ワンダはミュータント・パワーを失った者たちを元に戻す手助けをしてもらうためにドクター・ドゥームと共に行こうとするが、彼は彼女の現実改変能力を奪い取る。彼は全能となるが、ワンダとウィッカンよって新規の能力を奪われる。ワンダはアベンジャーズには復帰せず、1人で贖罪の旅へと出かけた。

#### アベンジャーズvs.X-MEN
スカーレット・ウィッチは「Avengers vs. X-Men」の際にアベンジャーズに復帰する。スカーレット・ウィッチはミズ・マーベルとスパイダーウーマンによってアベンジャーズに誘われ、消極的だったものの、アベンジャーズ・マンションへとついて行く。マンションに着くと2人に反してビジョンは彼女の復帰を拒否し、「アベンジャーズ・ディスアセンブルド」で自分を使って仲間を殺害した件を責めると、泣き出した彼女はミズ・マーベルに連れられてマンションを去る。ホープ・サマーズを求めてユートピアを訪れたアベンジャーズがフェニックス・フォースに力を得たサイクロプスに敗れると、スカーレット・ウィッチが到着し、彼らを援護する。ホープはワンダへの同行を決意し、それを阻止しようとしたサイクロプスがワンダの腕に触れると彼の身体に異常が起こる。
ワンダがアベンジャーズと合流し、彼女を危険視するX-MENは追跡を始める。戦いの末、マジックとエマ・フロストから逃れるためにテレポートする際にワンダを助けようとしたホークアイは重傷を負う。ワンダの力を見たマジックは彼女がミュータントの敵であると他のメンバーたちに説く。アベンジャーズはX-MENを混乱させるため、幻想魔法を使って複数の場所にワンダがいると見せかける作戦を実行した。その間のトニー・スタークの調査により、フェニックス・フォースとワンダのパワーには繋がりがあることが判明した。やがてサイクロプスがダークフェニックスとなると、ワンダとホープ・サマーズによって倒され、フェニックスは彼の元から去る。ホープにフェニックス・フォースが宿ると彼女とワンダは「フェニックスなんかいらない」（No more Phoenix）と言い、力を合わせてフェニックスを消滅させた。これにより分散したエネルギーが世界中で新たなミュータントを生み出し、M-デイでワンダが引き起こしたミュータント絶滅危機は免れた。

### アンキャニィ・アベンジャーズ
戦いの後、キャプテン・アメリカはクラシック・アベンジャーズとX-MENの両方で構成される新チームであるアベンジャーズ・ユニティ・スクワッドにスカーレット・ウィッチを勧誘した。その後、彼女は友人のジャネット・ヴァン・ダインとワンダーマンに新チームに入って後援するように頼んだ。アポカリプス・ツインズを巡る事件の際、スカーレット・ウィッチはウルヴァリンの力を得たローグによって刺された後に死亡した。この死は生き残ったユニティ・スクワッドのメンバーがローグの行動はアポカリプス・ツインズの策略であるものであることを知り、カーンたちの協力で時間跳躍してそれを阻止したことにより無効となった。

## 他のバージョン

### エイジ・オブ・アポカリプス
「エイジ・オブ・アポカリプス」のストーリーラインで登場した世界のスカーレット・ウィッチはマグニートーが率いるX-MENのメンバーであり、ワンダゴア山の基地と生徒たちをネメシスの襲撃から守るために犠牲となった。死の間際に彼女はマグニートーの妻のローグに父の世話を頼むと言い残した。

### ヒーローズ・リボーン
オンスロートとの戦いの末に転送された「ヒーローズ・リボーン」の世界では、彼女はミュータント遺伝子を保有しておらず、アガサ・ハークネスによって育てられた。

### マーベル1602
マーベル1602の世界では、シスター・ワンダと弟のピエトロはスペイン・カトリック教会の宗教裁判官のエンリケに従っている。

### マーベル・ノワール
『X-MEN ノワール』の世界でのワンダ・マグナスは裕福なソーシャライトであり、エリック・マグナス警部の娘である。

### アルティメット・マーベル
アルティメット・マーベルでのスカーレット・ウィッチは、当初は父マグニートー率いるブラザーフッド・オブ・ミュータント・スプレマシーの一員であったが、後に双子の弟のクイックシルバーと共にアルティメツへと加わった。姉弟は近親相姦関係である。
『アルティメッツ3』でスカーレット・ウィッチはドクター・ドゥームが操るウルトロンによって殺害される。後にブロブの子供のテディ、クイックシルバー、ミスティークと共にワンダゴアで生存していたかと思われていたが、アポカリプスによる幻影であった。

## 他のメディア

### テレビ
- スカーレット・ウィッチが初めてアニメに登場したのは1966年のテレビシリーズ『The Marvel Super Heroes』であり、声優はペグ・ディクソン』が務めた。
- 1994年のテレビアニメ『アイアンマン（英語版）』では第1シーズンでキャサリン・モファット、第2シーズンでジェニファー・ダーリング（英語版）がスカーレット・ウィッチの声優を務めた。クロージングクレジットの際には「ワンダ・フランク」と表記された。
- 1990年代のテレビアニメ『X-メン』ではスーザン・ローマンが声優を務めた。彼女は第4シーズン「家族の絆」でゲスト出演し、また第2シーズン「レポマン」でカメオ出演した。
- 『The Avengers: United They Stand』ではStavroula Logothettisがスカーレット・ウィッチの声優を務めた。
- 『X-メン:エボリューション』では第2シーズンからスカーレット・ウィッチの出演が始まり、ケリー・シェリダンが声優を務めた。
- 『ウルヴァリン・アンド・ジ・X-メン』でのスカーレット・ウィッチはケイト・ヒギンズ（英語版）が声優を務めた。彼女はナイトクローラーの恋人という設定であった。
- 『The Super Hero Squad Show』では第1シーズン「Hexed, Vexed, and Perplexed」で初登場し、タラ・ストロングが声優を務めた。

### 映画
2014年の映画『X-MEN:フューチャー&パスト』でスカーレット・ウィッチを登場させる計画があったが、監督のブライアン・シンガーは最終的にカットしたことを明かした。2016年の映画『X-MEN:アポカリプス』では、前作にも登場した「クイックシルバー」ことピーター・マキシモフのバックボーンとしてマグニートーに捨てられた家族であることが明言された一方で、本作にも彼女は登場することはなかったが、同じくマグニートーを父とする「クイックシルバー」の異母姉妹ニーナが登場している。この異母兄弟同士に面識はなく、彼女は動物と交歓、使役する能力を持っていたが、自らを人質として父マグニートーが拘束されようとした祭に能力を暴走させ、それに恐怖した当局の手によって殺害されている。

### ゲーム
- 1995年のゲーム『マーヴル・スーパーヒーローズ』ではサノスのステージで氷像として登場する。
- 2005年のゲーム『X-Men Legends II: Rise of Apocalypse』でスカーレット・ウィッチはプレイアブルキャラクターとして登場し、声優はジェニファー・ヘイルが務めた。
- 2010年のゲーム『Marvel Super Hero Squad: The Infinity Gauntlet』でスカーレット・ウィッチはプレイアブルキャラクターとして登場し、声優はタラ・ストロングが務めた。
- 『Marvel Super Hero Squad Online』でスカーレット・ウィッチはプレイアブルキャラクターとして登場した。
- 2011年のゲーム『Marvel Super Hero Squad: Comic Combat』でスカーレット・ウィッチはプレイアブルキャラクターとして登場し、声優は再びタラ・ストロングが務めた。
- 『Ultimate Marvel vs. Capcom 3』のドクター・ストレンジのエンディングでスカーレット・ウィッチはウィッカンと共にカメオ登場している。
- Facebookゲーム『Marvel: Avengers Alliance』でスカーレット・ウィッチはプレイアブルキャラクターとして登場した。
- 2012年の対戦型格闘ゲーム『Marvel Avengers: Battle for Earth』でスカーレット・ウィッチはプレイアブルキャラクターとして登場した。
- MMORPG『Marvel Heroes』ではスカーレット・ウィッチはプレイアブルキャラクターとして登場し、声優は再びケイト・ヒギンズが務めた[96]。

## MCU版
マーベル・シネマティック・ユニバース（MCU）では、エリザベス・オルセンがマキシモフ兄妹の妹であるワンダ・マキシモフ/スカーレット・ウィッチを演じる。日本語吹替は行成とあが担当。オルセンとピエトロ・マキシモフ/クイックシルバー役のアーロン・テイラー＝ジョンソンは複数の映画に同名キャラクター役で出演する契約を交わしている。

### キャラクター像
1990年生まれ。東欧の小国である“ソコヴィア”出身の女性で、10歳の頃に家に着弾した砲撃により両親のオレグとイリーナを失い、さらに続けて兄妹の近くに着弾した“スターク・インダストリーズ”製の砲弾は不発だったものの、それから2日間、いつ爆発するとも知れない恐怖に怯え続けたという過去を持つ。それ以来、マキシモフ兄妹はトニー・スターク/アイアンマンと彼が所属する“アベンジャーズ”を憎悪するようになり、反対運動に参加後、“ヒドラ”の人体実験に志願し、念動力とテレパシーをはじめとする超能力を行使できる強化人間となった。
『キャプテン・アメリカ/ウィンター・ソルジャー』から『アベンジャーズ/エイジ・オブ・ウルトロン』の中盤までは、ヒドラの実験台及びアベンジャーズの敵対者として、それ以降から『アベンジャーズ/エンドゲーム』まではアベンジャーズの一員として、そして『ワンダヴィジョン』では主役として登場する。
情感豊かかつ考え深い性格で、強大な力を持ちながらも、本心では自分を一人の普通の人間として見てもらうことを望んでいる。いつも気丈そうに振る舞う反面、自身の過ちで目の前の現状が悪化すると激しく動揺してしまう位にメンタルが不安定な部分もあるなど、ピエトロとは対照的な女性である。お気に入りの『ザ・ディック・ヴァン・ダイク・ショー』をはじめ、『奥さまは魔女』、『アイ・ラブ・ルーシー』、『アダムズのお化け一家』、『マルコム in the Middle』などのシットコムの視聴を幼い頃から嗜好している。
アベンジャーズへ同時期に加入したヴィジョンとは、徐々に惹かれあっていき、相思相愛の仲となった。クリント・バートン/ホークアイとは、彼が後述の経緯からピエトロに恩義を感じていることもあって、義理の父娘若しくは義兄妹を髣髴させる間柄である。
やがて彼女自身が潜在的な魔女として生まれ、マインド・ストーンが彼女の生まれつきの能力を強化させていたことが後に発覚。これを機に、禁断の書“ダークホールド”に記された魔女“スカーレット・ウィッチ”へと覚醒する。

### コスチューム
ウルトロン軍団との決戦では、アベンジャーズ加入から暫くの間まで普段着としていたエスニック調の衣服の上に赤いレザージャケットを羽織る。アベンジャーズに加入すると、コルセット風ブラウスとレザーコート、さまざまな動きができる柔軟性のある素材のパンツ、ソコヴィア風のニーハイ丈レザーブーツを戦闘用コスチュームとして着用するようになる。やがて魔女に完全覚醒すると、レザーコートの代わりに新たに出現した着脱可能なフード付きマントと、ティアラを身に付ける。その後ヴィランとしてストレンジらの前に現れた際には、ところどころに暗い緋色や黒色があしらわれたドレスを披露した。彼女の心臓の位置には大きな黒い割れたような模様があったり、ティアラには穴が開き、指の先は真っ黒に染るなど《ダークホールド》の影響の大きさが衣装にまで表現されている。
また、ワンダは髪の色が作品によって大きく変化している。初登場時からアベンジャーズの内戦までは焦げ茶色。サノス軍との戦いでは明るい茶色、もしくはオレンジ。ウェストビューに来た頃にはオレンジ掛かったブロンドになっており、ヴィランとなった際には微細たが暗めに。

※アガサがワンダの髪の色について言及した際、彼女は『スカーレット』と表現した。

### 能力
戦闘では「セプター（マインド・ストーン）」の接触実験で発現した以下の超能力や魔法を、攻撃や防御・仲間のサポートにまで幅広く駆使・応用する。能力を駆使する際には、両手に緋色のオーラが現れ、瞳も緋色に光る。能力の強弱はワンダ自身の精神状態に大きく左右される。また、英語のほかにも母国語であるソコヴィア語とスペイン語を話す。

#### 超能力
マインド・ストーンを使ったヒドラの実験により強化人間となったことで発現した特殊能力。この能力は、エネルギー操作の一種と言われている。念動力やエネルギー波など、身体中のエネルギーを媒体にした能力が多いため、海外メディアなどでは超能力に加えエネルギー操作能力と紹介されていることもある。
念動力
主な戦法として行使するテレキネシス。放った光で包んだ対象の動きを金縛りの如く止め、そのまま宙に浮かび上げたり放り投げる。実体ある物体以外にも効果があり、ガスのような気体を浮上させたり、爆発の化学反応を抑えることもできる。ワンダの力が最高潮の段階では超常的な力を持つヴィジョンや強大なヴィランのサノス、とてつもない巨体を誇る「スラッシャー」「リヴァイアサン」まで押さえ込んで、逆に押し返してしまうほどの効果を発揮する。ドクターストレンジ2では、ワンダゴア山をそのまま持ち上げていたりなど、テレキネシスの成長を示した。
空中浮遊
地面にエネルギー波を放ち、その反動で短時間飛行する。エンドゲームからはこの力の制度が上がっており、より高く、より長く浮遊することが可能になった。
エネルギー操作
緋色のエネルギーで攻撃したり、空を飛んだり、ものを操ったりする。当初はエネルギーを相手に流し込む攻撃だったが、実戦が増えていくにつれて投げつける光弾や光線などに成形して放つ形に進化し、「ワカンダ」での戦いの頃にワンダは、最高潮の段階に高めたこの技でヴィジョンやマインド・ストーンすらも破壊することができるまで、自身の力が増大していた。
念力分解
怒りと悲しみによって力が暴走する形で全身から放出される炎状のエネルギー波。ウルトロンとの決戦でピエトロの最期を感知した際に発現し、自身を取り巻いて襲い掛かろうとしていたウルトロン・セントリー群を一瞬で消滅させる。
バリア
敵からの攻撃に対する防御壁。銃弾やウルトロン・セントリーの突撃などは防げるが、極度に強い攻撃(サノスの戦艦の砲撃など)は防げずに体が吹っ飛ぶことがある。
テレパシー
光を浴びせた他者の心に入り込む能力。相手の心の中を読み取ることができ、遠方にいる人物の現状を感知することも可能。使用する時は虹彩が赤く光る。
心理攻撃
テレパシーをかけた相手に、対象者の負の感情や暗い過去などが反映された幻覚を見せつけて茫然自失とさせる能力。この攻撃を受けた者は、マインド・ストーンの能力と同様に、幻覚から覚めても暫くの間目眩などの体調不良に襲われてしまう。
マインドコントロール
テレパシーをかけた者の行動や感覚・記憶などを操る能力。
マインド・ストーンへの干渉
マインド・ストーンに手をかざしてその意思を読み取るほか、ストーンの力にかかった人物のマインドコントロールを解くことや、ストーンを持つヴィジョンを弱体化させることも可能。

#### 魔法
ヴィジョンを弔えずに喪ったことに関する絶望から覚醒した「魔女」としての特殊能力。この力を手にしてからは以前の超能力と同じように緋色のオーラで表現されるが、より暗い赤や黒が混ざったオーラで表現されるようになった。
カオス・マジック（Chaos Magic）
ワンダが放つエネルギーを浴びた物体の分子の極性を操作し、現実を歪めて造り替える無から有を創造する能力。この能力を受けた存在は姿と形に加え、役割や記憶までワンダが望むものに現実改変される。
S.W.O.R.D.本部を後にして生前のヴィジョンが購入していたウエストビューの土地に来訪したワンダは、極度の絶望感によってこのエネルギーを全身から暴発させてしまい、ウエストビュー全体を覆い尽くすと、お気に入りの「シットコムに基づく理想の世界」を造り上げた。このことが、「マキシモフ事変」と呼ばれる騒動の発端となる。
また、神にも等しいこの力の存在によって、「スカーレット・ウィッチは『至高の魔術師』すらも超える」とアガサ・ハークネスが言及している。
生命体創造
ワンダが放つカオス・マジックのエネルギーで、人間などの生物をも創造する能力。ワンダはウエストビューに理想の世界を造り上げた後に、ヴィジョンも創造し、さらに彼との間に双子のトミーとビリーを妊娠・出産した。ただしこの力で生み出された存在は、カオス・マジックで造り上げた空間である通称「ヘックス」の内部でしか存在を保つことができず、ヘックスから強引に脱出すると苦しみと共に分解されてしまう。
物体召喚
自身が必要とした物を瞬時に出現させる能力。ウエストビューでの生活をはじめたワンダは、主に自宅での生活にこの能力を多用する。
時間操作
周囲の時間の流れを停止させたり、巻き戻す能力。ワンダはウエストビューでの生活が破綻し掛けた際にこの能力を用いて、シットコムに「検閲」を何度もかけている。
瞬間移動
自身や他者を任意の場所にテレポーテーションさせる能力。
物質変換
物体の状態を変化させる能力。ベッドの位置のスライドや、ピアノの書き割り化、絵画や玩具の生物化、衣服の瞬間着用など、変化の種類は極めて多様である。
気象操作
任意の場所の天候を操る能力。
防御呪文
ルーン文字による、防御のための結界を貼るルーン魔術。この結界の中では、それを作り上げた魔女だけが魔法を行使できる。アガサとの決戦でワンダは、相手のこの魔術をヘックスの壁面に見様見真似でルーン文字を刻印して成功させ、逆転の糸口をつかむ。
魔力吸収
敵の魔力を奪い取り自身のものにする能力。アガサとの決戦でワンダは、この能力で相手の魔力を全て吸収してアガサを無力化させ、勝敗を決する。
アストラル投射
「アストラル体（精神体）」を肉体から分離させて「アストラル次元」へ移す魔術。「マスターズ・オブ・ミスティック・アーツ」の魔術師が行使する魔術だが、隠遁生活をはじめたワンダもこの術をものにする。
またワンダは、前述のスターク社製砲弾が不発だった理由が、彼女が無自覚に放った「確率操作の魔法」で爆発を止めたからとアガサから主張されたが、真相は不明。

### 各作品での活躍
『キャプテン・アメリカ/ウィンター・ソルジャー』
エンドロール後にカメオ出演する形でMCU初登場。ヒドラのソコヴィア基地のブース内で念動力を使い、複数の小さなキューブを浮かばせて粉砕する姿を見せる。
『アベンジャーズ/エイジ・オブ・ウルトロン』
本作では、物語の中盤までアベンジャーズへの復讐心に駆られてピエトロと共にヒドラやウルトロンに加担し、後半以降はアベンジャーズと共闘する。
ソコヴィア基地に攻め込んできたアベンジャーズに対抗するため、バロン・ストラッカーらの指示を待たずに参戦。その力でスティーブ・ロジャース/キャプテン・アメリカを一瞬怯ませた後、トニーに幻覚を見せつけてセプターを回収させ、ストラッカーらがアベンジャーズに捕縛されるとピエトロと共に一度行方を眩ました。
新たに誕生したウルトロンと結託し、南アフリカ沖で彼とユリシーズ・クロウの取引に赴くと、再び現れたアベンジャーズの面々に幻覚を見せつけるも、クリントにあしらわれて体調を崩し、ウルトロンが一度倒されると、ブルース・バナー/ハルクにマインドコントロールをかけてハルクに変身・暴走させ、その場から退いだ。
だがウルトロンの心を読み取って彼の真の目的が人類絶滅であることを知ると、ソウルでウルトロンに挑むスティーブを援護し、戦闘に巻き込まれた電車の乗客たちをピエトロと2人で救った。そこからスティーブの説得を受けてアベンジャーズに協力することを決め、母国を救うために国民たちの避難活動と、ウルトロン軍団との戦いに身を投じる。
一時はウルトロンによってソコヴィアの首都が浮上した事実に落胆するが、クリントの励ましで持ち直して勇躍。戦いの末に、クリントたちを庇ったピエトロの命を奪った“アルティメット・ウルトロン”のコアを引き抜き、浮上した首都から逃げ遅れるも、ヴィジョンに救われた。
物語のラストでは、アベンジャーズに正式に加入する。
『シビル・ウォー/キャプテン・アメリカ』
本作ではソコヴィアでの戦い以降、自身の力が無関係の人間へ被害をもたらすことに辟易しているにもかかわらず、後述の過失や“ソコヴィア協定”の件で立場が危うくなってしまい、その現状で“アベンジャーズの内乱”に身を置くことになる。同時に、ヴィジョンとの関係が本格的に描写されはじめる。
冒頭のラゴスでの戦いでブロック・ラムロウ/クロスボーンズの自爆攻撃からスティーブを救った代わりに、ワカンダの親善使節団を犠牲にしてしまい、ニュースでその一件を名指しで謗られたことも手伝って苦悩に拍車がかかることとなった。ソコヴィア協定への調印には保留を表明し、料理を通してヴィジョンと仲を深め合うが、自分が軟禁されていることに気付き、スティーブたちがバッキー・バーンズ/ウィンター・ソルジャーを巡る騒動に巻き込まれると、クリントの説得でヴィジョンを押し退け、自ら行動することを決意し、スティーブたちに加勢する。
ライプツィヒ・ハレ空港での大乱戦では、積極的に攻めることは少なかったものの、クリントとの連携でトニーに立体駐車場の自動車を多数ぶつけるなど、いざという時には容赦ない攻撃を披露した。ナターシャの攻撃からクリントを守ったり、バッキーとティチャラの戦いに介入してバッキーを救うなど、サポートに徹することが多かった。スティーブとバッキーの“クインジェット”搭乗を援護した際にローディが放った超音波を浴びて倒れ、“ラフト刑務所”に拘束具姿で収監されるが、物語のラストでスティーブに救われる。
『アベンジャーズ/インフィニティ・ウォー』
アベンジャーズの内乱後の本作では、ヴィジョンと逃走しつつ彼への愛を深めていき、相思相愛の関係になって共に隠遁生活を送っていた。
ヴィジョンとエディンバラを後にしようとした夜、マインド・ストーンを狙う“ブラック・オーダー”の襲撃を受けるも、スティーブたちに救われて難を逃れる。“アベンジャーズ・コンパウンド”で事情を聞いた後、ヴィジョンから万一のときのマインド・ストーンの破壊役を任され激しく苦悩するが、ブルースの提案で希望を見いだし、皆とワカンダへ向かった。
ワカンダでの決戦では、シュリによるストーンの摘出手術を受けるヴィジョンに付き添いシュリとヴィジョンの護衛を担うも、途中でスラッシャーによってピンチに陥ったナターシャ・ロマノフ/ブラック・ウィドウとオコエの前に現れスラッシャーを退け、現れたプロキシマ・ミッドナイトと戦い、打倒する。やがて現れたサノスがヴィジョンの前に立ちはだかり、仲間が倒される様を見た彼からの頼みを断腸の思いで応え、サノスを片手で止めながらもう一方の手で彼をマインド・ストーンごと破壊したが、結局サノスがヴィジョンごと復元させたストーンを奪ってしまい、ヴィジョンの亡骸の横で涙したのも束の間、サノスが引き起こした“デシメーション”により、塵と化して消滅する。
『アベンジャーズ/エンドゲーム』
本作ではデシメーションから5年もの間消滅したままだったが、アベンジャーズの尽力により復活し、クライマックスにおける2014年からタイムトラベルしてきたサノスの群勢との決戦の際に、戦地と化したアベンジャーズ・コンパウンド跡地へ開いたゲートウェイから登場し参戦。
大乱闘の中、“ナノ・ガントレット”を運ぶティ・チャラ/ブラックパンサーを襲ったサノスに立ちはだかり、ヴィジョンを奪われた怒りをぶつける形で挑んだことで、互角以上に接近戦を繰り広げただけでなく、ブレードを折り、サノスを拘束し、相手が身に纏っていた鎧を半壊させるほど苦しめた。また、ナノ・ガントレットを“量子トンネル”へ運ばせるために多くの女性ヒーローたちと共闘した際には、単身でリヴァイアサンを一体撃破した。
トニーによってサノスの群勢が消滅し、戦いが終わった後日、皆と共にトニーの葬儀に参列し、その傍らで「（ナターシャにも）平和を取り戻したことを教えてやりたかった」と呟くクリントに「きっと知ってる。2人（ナターシャとヴィジョン）とも」と励ます。
『ワンダヴィジョン』
本作では主役であると同時に、物語の一連の騒動を引き起こした張本人としても登場する。また、ハロウィンの日には原作コミックスのスカーレット・ウィッチに基づくコスプレを披露した。
サノスの群勢との決戦後、ヴィジョンを弔うために彼の遺体を回収していたS.W.O.R.D.本部に来訪。しかし、暫定長官のタイラー・ヘイワードに返還を求めたヴィジョンの遺体がS.W.O.R.D.によって解体・実験台にされた事実を目の当たりにして引き取ることもできず、向かったウエストビューですべてに絶望したことで感情を爆発させ、力の暴走とヘックスの構築によるウエストビューの町並みの作り替え、町の住人たちの洗脳と制御、そしてヴィジョンの創造など、恐るべき行為をとってしまう。
そこからヴィジョン（カオス・マジック）と共にウエストビューへ引っ越してきた新婚夫婦としてシットコムの様な世界で新生活を送りはじめ、普通の人間の暮らしに溶け込み、周りに馴染めるように日々奮闘しながら、隣人のアグネスとの交流やヴィジョンの上司夫妻とのディナー・町の資金集めのイベントなどを経てトミー&ビリーの2人の息子にも恵まれ、幸せな生活をおくるも、突如現れたジェラルディン（モニカ・ランボー）や“白目作戦”達成のために彼女へ濡衣を着せて始末しようとするヘイワードらS.W.O.R.D.の干渉によって生活が脅かされると感じ取り、ヘックスの外周にいるヘイワードらの前に現れると、自分たちの生活に立ち入らないよう彼らへ警告した。
そこから突如現れたピエトロが亡くなった筈の本人とは違う人相とかすかに感じ取ったにもかかわらず、渋々ながらも迎え入れてしまうほど精神的に混乱し、自身の力について質問攻めする彼がピエトロの偽者であると察したが、アグネス（アガサ）が自身の力を狙う魔女であると本性を現し、その力の実態を探ろうと披露した魔術で記憶を辿られることになってしまう。そして“スカーレット・ウィッチ”の力の存在を確信して奪おうと襲い掛かるアガサとの決戦に突入するも、自らの超能力が通用せず、エネルギーを消耗して劣勢となることに加え、アガサに洗脳を解かれたウエストビューの住人たちに詰め寄られて自身の力が人々を苦しめている事実に直面し、ヘイワードらの参入まで発生して混戦状態となった。だがヴィジョン（カオス・マジック）やトミー&ビリー、そしてモニカとダーシー・ルイスの加勢もあり、再びアガサとの一騎討ちとなった際に魔女へと完全に覚醒。アガサから魔力を全て奪い取り、カオス・マジックで彼女をウエストビューの住人の一人に変えて勝利した。
ヴィジョン（カオス・マジック）とトミー&ビリーと帰宅すると、ウエストビューを元に戻すことを戦闘中に決めたことから、息子たちを寝かせて「ママに選んでくれてありがとう」と愛を伝え、ヴィジョン（カオス・マジック）ともまた会えると励まし合ってキスを交わす。すると、縮小してきたヘックスが自宅に到達したことでヴィジョン（カオス・マジック）やトミー&ビリーは消滅し、自宅も空き地に、町全体も元に戻った。
そして町中に出ると、住人たちから冷たい視線を浴びせられるも、何度か拒絶しながらも力になろうとしてくれたモニカに見送られてウエストビューを飛び去る。数日後には、何処かの雪山の麓の山小屋に一人で隠遁生活を送りつつ、アストラル体を駆使して入手したダークホールドに目を通しながら、マルチバースの解明をする内に、トミー&ビリーと自身が共に暮らしているユニバースを発見する。
『ドクター・ストレンジ/マルチバース・オブ・マッドネス』
本作では、アメリカ・チャベスの能力を狙うメインヴィランとして登場する。
マルチバースに本格的に意欲を示したのち、アメリカの存在を知り、彼女の元に怪物を送り込み確保しようとする。しかしそれに介入したドクター・ストレンジに接触され、自身がアメリカの能力を欲している事に勘づかれると、ストレンジが匿っているアメリカを引き渡すよう要求する。しかしストレンジがこれを断った事により、カマータージにてマスターズ・オブ・ミスティック・アーツと応戦する事となる。戦闘の末、アメリカとストレンジは別ユニバースに移動、ダークホールドは燃やされてしまう。しかしウォンに対する拷問で、ダークホールドの原本がワンダゴア山にある事を知り、ダークホールドによる魔術を使用するためにワンダゴア山へ向かう。ワンダゴア山に到着すると、自身の魂を別ユニバースに自分に移し操る魔術、ドリームウォークを行い、別ユニバースに移動していたチャベスとストレンジを追う。ウルトロン・セントリーやイルミナティを惨殺し、クリスティーンとストレンジをさらに別のユニバースに追いやると、ワンダゴア山に戻りチャベスの能力を奪おうとする。その後、別ユニバースからアース616にあるディフェンダー・ストレンジの遺体を利用してドリームウォークを行ったストレンジやウォン、能力を完全に覚醒させたチャベスと交戦。最終的にはチャベスによって別ユニバースで幸せに暮らしている自身と子供達を目の当たりにさせられ、自身の行いが子供達を怖がらせている事から、間違いだった事を知る。そして元凶であるダークホールドを消滅させるため、ワンダゴア山を破壊し、自身もその下敷きとなり消息を絶った。
『アガサ:オールアロング』
「ワンダヴィジョン」そして「ドクターストレンジ2」のその後の出来事が描かれる。ワンダはこの物語に登場はしていないものの、存在や力の大きさについてはシリーズ通して語られている。「ワンダヴィジョン」で登場したウェストビューの住人たちからは、マキシモフ家が暮らしていた家の跡地に《邪悪な魔女》と書かれていたり、名前すら禁句になるほど恨まれ恐れられていることが明かされる。彼女に力を奪われたアガサが主人公なこともあり、アガサは「あの女」や「スカーレットウィッチ」と何度もワンダについて言及している。